# Bruce Dern
Bruce MacLeish Dern (Chicago (Illinois), 4 juni 1936) is een Amerikaans acteur.

## Loopbaan
Bruce Dern is sinds 1960 te zien in meer dan 120 producties. Bekende rollen speelde hij onder meer in Marnie, Family Plot, Coming Home, The Burbs, Last Man Standing, Monster, Nebraska en The Hateful Eight.
Dern werd twee keer genomineerd voor een Oscar, de eerste keer was in 1979 als beste mannelijke bijrol voor de film Coming Home en de tweede keer was in 2014 als beste mannelijke hoofdrol voor Nebraska.
Hij speelde met name in de jaren zestig veel gastrollen in series als Gunsmoke, Bonanza, The F.B.I., The Fugitive en Rawhide. Dern moest voor zijn rol in The Cowboys John Wayne doodschieten. Hij heeft hier achteraf zelfs enkele doodsbedreigingen door ontvangen.
In 2007 bracht hij het boek Things I've Said, But Probably Shouldn't Have: An Unrepentant Memoir uit, samen met Christopher Fryer en Robert Crane.
In 2010 kregen Bruce Dern, zijn ex-vrouw Diane Ladd en hun dochter Laura alle drie een ster op de beroemde Hollywood Walk of Fame.

## Privéleven
Dern trouwde in 1960 met Diane Ladd, nadat hij eerder met Marie Dean getrouwd was. Bruce en Diane kregen samen een dochter, Laura Dern, die later ook bekend werd als actrice. In 1969 scheidde hij van Ladd en trouwde op 20 oktober van dat jaar met Andrea Beckett, met wie hij nog steeds getrouwd is.

## Filmografie
- Wild River (1960) - Jack Roper (Niet op aftiteling)
- The Crimebusters (1961) - Joe Krajac
- Naked City Televisieserie - Rol onbekend (Afl., Bullets Cost Too Much, 1961)
- Naked City Televisieserie - Hollis (Afl., The Fault in Our Stars, 1961, niet op aftiteling)
- Sea Hunt Televisieserie - Rol onbekend (Afl., Crime at Sea, 1961)
- Cain's Hundred Televisieserie - Schurk (Afl., Crime and Commitment: Part 1, 1961)
- Surfside 6 Televisieserie - Johnny Page (Afl., Daphne, Girl Detective, 1961)
- Ben Casey Televisieserie - Billy Harris (Afl., A Dark Night for Billy Harris, 1961)
- Thriller Televisieserie - Johnny Norton (Afl., The Remarkable Mrs. Hawk, 1961)
- The Dick Powell Show Televisieserie - Deering (Afl., Squadron, 1962)
- The Detectives Starring Robert Taylor Televisieserie - Jud Treadwell (Afl., Act of God, 1961)
- Ripcord Televisieserie - Rol onbekend (Afl., Sentence of Death, 1962)
- Stoney Burke Televisieserie - E.J. Stocker (Afl. onbekend, 1962-1963)
- The Fugitive Televisieserie - Hulpsheriff Martin (Afl., The Other Side of the Mountain, 1963)
- Wagon Train Televisieserie - Seth Bancroft (Afl., The Eli Bancroft Story, 1963)
- The Dick Powell Show Televisieserie - Rol onbekend (Afl., The Old Man and the City, 1963)
- Kraft Suspense Theatre Televisieserie - Maynard (Afl., The Hunt, 1963)
- The Outer Limits Televisieserie - Ben Garth (Afl., The Zanti Misfits, 1963)
- The Alfred Hitchcock Hour Televisieserie - Roy Bullock (Afl., Night Caller, 1964)
- The Virginian Televisieserie - Pell (Afl., First to Thine Own Self, 1964)
- The Fugitive Televisieserie - Charley (Afl., Come Watch Me Die, 1964)
- 77 Sunset Strip Televisieserie - Ralph Wheeler (Afl., Lover's Lane, 1964)
- The Greatest Show on Earth (televisieserie) Televisieserie - Vernon (Afl., The Last of the Strongmen, 1964)
- Marnie (1964) - Zeeman
- Hush... Hush, Sweet Charlotte (1964) - John Mayhew
- Wagon Train Televisieserie - Jud Fisher (Afl., Those Who Stay Behind, 1964)
- The Alfred Hitchcock Hour Televisieserie - Jesse (Afl., Lonely Place, 1964)
- The Virginian Televisieserie - Lee Darrow (Afl., The Payment, 1964)
- The F.B.I. Televisieserie - PFC Byron Landy (Afl., Pound of Flesh, 1965)
- The Fugitive Televisieserie - Cody (Afl., Corner of Hell, 1965)
- Wagon Train Televisieserie - Wilkins (Afl., The Indian Girl Story, 1965)
- Gunsmoke Televisieserie - Doyle Phleger (Afl., Ten Little Indians, 1965)
- The Virginian Televisieserie - Bert Kramer (Afl., A Little Learning, 1965)
- Rawhide Televisieserie - Ed Rankin (Afl., Walk Into Terror, 1965)
- Twelve O'Clock High Televisieserie - Lt. Danton (Afl., The Lorelei, 1965)
- The F.B.I. Televisieserie - PFC Byron Landy (Afl., Pound of Flesh, 1965)
- Gunsmoke Televisieserie - Judd Print (Afl., South Wind, 1965)
- Twelve O'Clock High Televisieserie - Lt. Michaels (Afl., Golden Boy Had Nine Black Sheep, 1964|The Mission, 1965)
- The Fugitive Televisieserie - Hank (Afl., The Good Guys and the Bad Guys, 1965)
- Laredo Televisieserie - Durkee (Afl., Rendezvous at Arillo, 1965)
- A Man Called Shenandoah Televisieserie - Bobby Ballantine (Afl., The Verdict, 1965)
- Twelve O'Clock High Televisieserie - Tech. Sgt. Jones (Afl., The Jones Boys, 1965)
- The Big Valley Televisieserie - Jack Follet (Afl., Under a Dark Star, 1966)
- Branded Televisieserie - Les (Afl., The Wolfers, 1966)
- The Loner Televisieserie - Merrick (Afl., To Hang a Dead Man, 1966)
- The Big Valley Televisieserie - Harry Dixon (Afl., By Force and Violence, 1966)
- The Wild Angels (1966) - Loser
- The Big Valley Televisieserie - Clovis (Afl., Lost Treasure, 1966)
- Gunsmoke Televisieserie - Lou Stone (Afl., The Jailer, 1966)
- Disneyland Televisieserie - Turk (Afl., Gallegher Goes West: Crusading Reporter, 1966)
- The Fugitive Televisieserie - Hutch (Afl., The Devil's Disciples, 1966)
- The War Wagon (1967) - Hammond
- The Big Valley Televisieserie - Gabe Skeels (Afl., Four Days to Furnace Hill, 1967)
- The St. Valentine's Day Massacre (1967) - Johnny May
- The Trip (1967) - John
- Waterhole#3 (1967) - Hulpsheriff Samuel P. Tippen
- Run for Your Life Televisieserie - Alex Ryder (Afl., The Treasure Seekers, 1966|Trip to the Far Side, 1967|At the End of the Rainbow There's Another Rainbow, 1967)
- Lancer Televisieserie - Lucas (Afl., Julie, 1968)
- Will Penny (1968) - Rafe Quint
- Psych-Out (1968) - Steve Davis
- Hang 'Em High (1968) - Miller, een van de rustlers, en moordenaar
- The F.B.I. Televisieserie - Virgil Roy Phipps (Afl., The Nightmare, 1968)
- The Big Valley Televisieserie - John Weaver (Afl., The Prize, 1968)
- Bonanza Televisieserie - Cully Maco (Afl., The Trackers, 1968)
- Gunsmoke Televisieserie - Guerin (Afl., The Long Night, 1969)
- Support Your Local Sheriff! (1969) - Joe Danby
- Castle Keep (1969) - Lt. Billy Byron Bix
- Number One (1969) - Richie Fowler
- The Cycle Savages (1969) - Keeg
- Then Came Bronson Televisieserie - Bucky O'Neill (Afl., Amid Splinters of the Thunderbolt, 1969)
- The F.B.I. Televisieserie - Virgil Roy Phipps (Afl., The Nightmare, 1968)
- Lancer Televisieserie - Tom Nevill (Afl., A Person Unknown, 1969)
- They Shoot Horses, Don't They? (1969) - James
- Gunsmoke Televisieserie - Guerin (Afl., The Long Night, 1969)
- Land of the Giants Televisieserie - Thorg (Afl., Wild Journey, 1970)
- Bonanza Televisieserie - Bayliss (Afl., The Gold Mine, 1970)
- Bloody Mama (1970) - Kevin Dirkman
- The Rebel Rousers (1970) - J.J. Weston
- The High Chapparal Televisieserie - Wade (Afl., Only the Bad Come to Sonora, 1970)
- The Immortal Televisieserie - Luther Seacombe (Afl., To the Gods Alone, 1970)
- Sam Hill: Who Killed Mr. Foster? (Televisiefilm, 1971) - Hulpsheriff Doyle Pickett
- Drive, He Said (1971) - Coach Bullion
- The Incredible 2-Headed Transplant (1972) - Dr. Roger Gerard
- The Cowboys (1972) - Long Hair (Asa Watts)
- Silent Running (1972) - Freeman Lowell
- The King of Marvin Gardens (1972) - Jason Staebler
- Thumb Tripping (1972) - Smitty
- The Laughing Policeman (1973) - Insp. Leo Larsen SFPD
- The Great Gatsby (1974) - Tom Buchanan
- Posse (1975) - Jack Strawhorn
- Smile (1975) - Big Bob Freelander
- Family Plot (1976) - George
- Won Ton Ton, the Dog Who Saved Hollywood (1976) - Grayson Potchuck
- The Twist (1976) - William Brandels
- Black Sunday (1977) - Kapitein Michael J. Lander
- Coming Home (1978) - Capt. Bob Hyde
- The Driver (1978) - The Detective
- Middle Age Crazy (1980) - Bobby Lee
- Tattoo (1981) - Karl Kinsky
- That Championship Season (1982) - George Sitkowski
- Harry Tracy, Desperado (1982) - Harry Tracy
- On the Edge (1985) - Wes Holman
- Space (Mini-serie, 1985) - Stanley Mott
- Toughlove (Televisiefilm, 1985) - Rob Charters
- Roses Are for the Rich (Televisiefilm, 1987) - Douglas Osborne
- Uncle Tom's Cabin (Televisiefilm, 1987) - Augustine St. Claire
- The Big Town (1987) - Mr. Edwards
- World Gone Wild (1988) - Ethan
- 1969 (1988) - Cliff
- Trenchcoat in Paradise (Televisiefilm, 1989) - John Hollander
- The 'Burbs (1989) - Mark Rumsfield
- After Dark, My Sweet (1990) - Garrett 'Uncle Bud' Stoker
- The Court-Martial of Jackie Robinson (Televisiefilm, 1990) - Scout Ed Higgins
- Into the Badlands (Televisiefilm, 1991) - T.L. Barston
- Carolina Skeletons (Televisiefilm, 1991) - Junior Stoker
- Diggstown (1992) - John Gillon
- It's Nothing Personal (Televisiefilm, 1993) - Billy Archer
- Dead Man's Revenge (Televisiefilm, 1994) - Payton McCay
- Amelia Earhart: The Final Flight (Televisiefilm, 1994) - George Putnam
- A Mother's Prayer (Televisiefilm, 1995) - John Walker
- Mrs. Munck (1995) - Patrick Leary
- Wild Bill (1995) - Will Plummer
- Down Periscope (1996) - RAdm., Yancy Graham
- Mulholland Falls (1996) - The Chief (Niet op aftiteling)
- Last Man Standing (1996) - Sheriff Ed Galt
- Comfort, Texas (Televisiefilm, 1997) - Rol onbekend
- Perfect Pray (Televisiefilm, 1998) - Capt. Swaggert
- Small Soldiers (1998) - Link Static (Stem)
- Hard Time: The Premonition (Televisiefilm, 1999) - Ray Earl Winston
- The Haunting (1999) - Mr. Dudley
- If...Dog...Rabbit... (1999) - McGurdy
- All the Pretty Horses (2000) - Rechter
- Madison (2001) - Harry Volpi
- The Glass House (2001) - Begleiter
- Masked and Anonymous (2003) - Editor
- Milwaukee, Minnesota (2003) - Sean McNally
- King of the Hill Televisieserie - Randy Strickland (Afl., Boxing Luanne, 2003, stem)
- Hard Ground (Televisiefilm, 2003) - Sheriff Hutch Hutchinson
- Monster (2003) - Thomas
- The Hard Easy (2005) - Gene
- Down in the Valley (2005) - Charlie
- Walker Payne (2006) - Rol onbekend
- Believe in Me (2006) - Ellis Brawley
- The Astronaut Farmer (2006) - Hal
- The Cake Eaters (2007) - Easy Kimbrough
- Big Love Televisieserie - Frank Harlow (13 afl., 2006-2007)
- Chatham (2008) - Kapitein Perez
- Swamp Devil (2008) - Howard Blaime
- American Cowslip (2009) - Cliff
- Choose (2009) - Dr. Ronald Pendleton
- Trim (2009) - Dale Banks
- The Lightkeepers (2009) - Bennie
- The Hole (2009) - Creepy Carl
- Twixt (2011) - Bobby LaGrange
- Inside Out (2011) - Vic Small
- Django Unchained (2012) - Curtis Carrucan
- From Up on Poppy Hill (2012) - Tokumaru
- Fighting for Freedom (2013) - Christian Dobbe
- Nebraska (2013) - Woody Grant
- The Hateful Eight (2015) - Generaal Sandy Smithers
- Once Upon a Time in Hollywood (2019) - George Spahn
- The Peanut Butter Falcon (2019) - Carl
- Badland (2019) - Cooke
- 21 Years: Quentin Tarantino (2019) - Zichzelf (documentaire)